# 清水市警察
清水市警察（しみずしけいさつ）は、かつて存在した静岡県清水市（現静岡市）の自治体警察。

## 概要
従来の静岡県警察部が解体され、1948年（昭和23年）3月7日に清水市警察署が設置された。
1954年（昭和29年）に新警察法が公布された。これにより国家地方警察と自治体警察が廃止され、新たに都道府県警察として静岡県警察本部が発足。清水市警察も静岡県警察に統合され、姿を消した。